# Utilísima
Utilísima foi um canal de televisão argentino criado em 1994 que transmitia para a América Latina. Foi extinto em novembro de 2013, quando foi fundido com seu canal-irmão Fox Life; sendo posteriormente substituído pelo canal MundoFox.
Utilisima foi comprado pela FOX, que lançou dois sinais Utilisima, uma do Norte e outro do Sul. A versão brasileira de Utilísima se chama Bem Simples, sendo que 40% são dublagens do canal argentino.